# Sigfrid Löfgren
Nils Sigfrid Johannes Löfgren (i riksdagen kallad Löfgren i Malmö), född 3 april 1908 i Tegelsmora församling, Uppsala län, död 9 september 1994 i Malmö Sankt Pauli församling, Malmö
, var en svensk disponent och politiker (folkpartist).
Sigfrid Löfgren, som var son till en missionspastor, blev kontorschef vid Madrassfabriken Dux AB 1929, disponent där 1934 och vice verkställande direktör 1949-1963. Förutom företagandet var han även engagerad i Svenska missionsförbundet. Han var också ledamot i Malmö stadsfullmäktige 1947-1952 samt 1963-1968.
Han var riksdagsledamot för fyrstadskretsen 1953-1960 och 1965-1976, fram till 1970 i andra kammaren och från 1971 i enkammarriksdagen. I riksdagen ingick han bland annat i bankoutskottet som suppleant 1953-1958, ledamot 1958-1960 och suppleant 1965-1970, samt som ledamot i finansutskottet 1971-1976 och från 1972 till 1973 som utskottets vice ordförande). Han var särskilt engagerad i företagarfrågor, till exempel om patent och mönsterskydd.

## Utmärkelser
- Kommendör av Nordstjärneorden, 6 juni 1972.[5]